# Grafschaft (Rheinland)
Grafschaft ist eine verbandsfreie Gemeinde im Landkreis Ahrweiler im Norden von Rheinland-Pfalz, unmittelbar an der Landesgrenze zu Nordrhein-Westfalen. Die Gemeinde entstand 1974 nach der rheinland-pfälzischen Kommunalreform aus dem Großteil der ehemaligen Verbandsgemeinde Ringen. Sitz der Gemeinde ist die Ortschaft Ringen. Im regionalen Sprachgebrauch wird sie häufig „die Grafschaft“ genannt. Grafschaft ist gemäß Landesplanung als Grundzentrum ausgewiesen.

## Geographie

### Geographische Lage
Die Gemeinde Grafschaft liegt nördlich der Kreisstadt Bad Neuenahr-Ahrweiler, etwa 15 Kilometer südwestlich der Bundesstadt Bonn. Das 57,55 Quadratkilometer große Gemeindegebiet liegt am Rande der Voreifel im Osten der Eifel, am Übergang zum Mittelrheintal. Der westliche Teil des Gebietes steigt ins Ahrgebirge an, ist überwiegend bewaldet und wird von zahlreichen Bächen wie der Swist durchflossen. Östlich an die Hochfläche schließt sich das Grafschafter Lösshügelland bzw. noch weiter nordöstlich das Oberwinterer Terrassen- und Hügelland an. Nach Süden und Südwesten reicht das Gemeindegebiet bis an den Rand des Ahrtals, das als Kerbtal bis auf eine Höhe von 345 m ü. NHN reicht.

### Gemeindegliederung
Das Gemeindegebiet teilt sich auf elf Ortsbezirke auf, zu denen 16 Ortschaften und zahlreiche Einzelhöfe gehören. Die Ortsbezirke entsprechen den 1974 aufgelösten Gemeinden der Verbandsgemeinde Ringen.
| Ortsbezirk                               | Einwohner 30. Oktober 2013 |
| ---------------------------------------- | -------------------------- |
| Bengen                                   | 512                        |
| Birresdorf                               | 931                        |
| Eckendorf                                | 395                        |
| Gelsdorf                                 | 1.404                      |
| Holzweiler (mit Alteheck und Esch)       | 1.370                      |
| Karweiler                                | 634                        |
| Lantershofen                             | 1.434                      |
| Leimersdorf (mit Niederich und Oeverich) | 1.222                      |
| Nierendorf                               | 836                        |
| Ringen (mit Beller und Bölingen)         | 1.925                      |
| Vettelhoven                              | 519                        |

### Nachbargemeinden
Grafschaft grenzt an folgende Gemeinden (im Uhrzeigersinn, beginnend im Norden): Wachtberg (Nordrhein-Westfalen), Remagen, Bad Neuenahr-Ahrweiler, Dernau, Altenahr, Kalenborn (alle Rheinland-Pfalz) und Meckenheim (Nordrhein-Westfalen).

## Geschichte
Historischer Vorläufer und Namensgeber der Gemeinde ist die im 13. Jahrhundert entstandene Grafschaft Neuenahr mit Sitz auf Burg Neuenahr. Dazu gehörten neben den heutigen Stadtteilen von Bad Neuenahr und Gebietsanteilen bei Rheinbach auch die meisten Ortschaften in der heutigen Gemeinde Grafschaft. Nach dem Aussterben des Geschlechts der Grafen von Neuenahr um 1352 kam es zu Erbstreitigkeiten und in der Folge zu teils chaotischen Zuständen mit Raub und Mord. 1372 griff der Kölner Erzbischof Friedrich III. von Saarwerden ein, indem er die Burg Neuenahr erobern und zerstören ließ. Die nächsten 200 Jahre stand dieses Gebiet unter Herrschaft zweier Lehnsherren des Erzbistums Köln, bis es wieder 1546 an das Herzogtum Jülich gelangte. Unter dem Herzogtum entstand auf dem Gebiet das Amt Neuenahr, das mit der Zeit immer weiter verkleinert wurde. Den Anfang der Gebietsverluste stellte der Austritt Gelsdorfs im Jahr 1382 dar – noch in der Grafschaft Neuenahr. Gelsdorf fiel jedoch 1558 wieder an das Amt Neuenahr zurück und wurde 1737 schließlich zur freien Reichsherrschaft. Im Rahmen eines Tauschgeschäftes fielen 1659 Eckendorf, Adendorf und Villip weg und bildeten zwei reichsunmittelbare Herrschaften. Weitere Herrschaften auf dem heutigen Gemeindegebiet waren am Ausgang des 18. Jahrhunderts Nierendorf, Lantershofen und Vettelhoven. Mit dem Amt Neuenahr existierten zu dieser Zeit fünf eigenständige Länder in der heutigen Gemeinde Grafschaft.

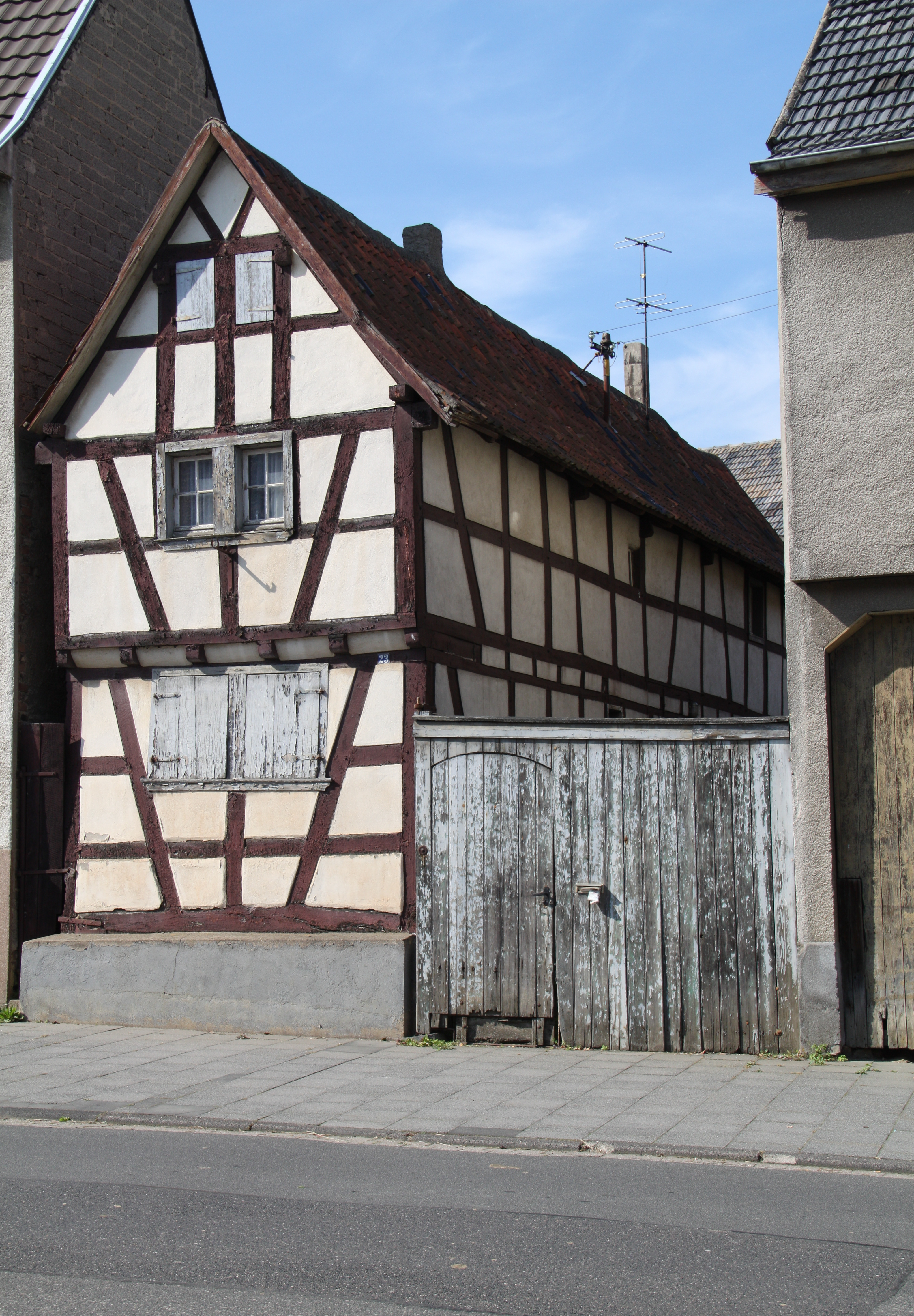
Fachwerkhaus aus dem 18. Jahrhundert in Gelsdorf

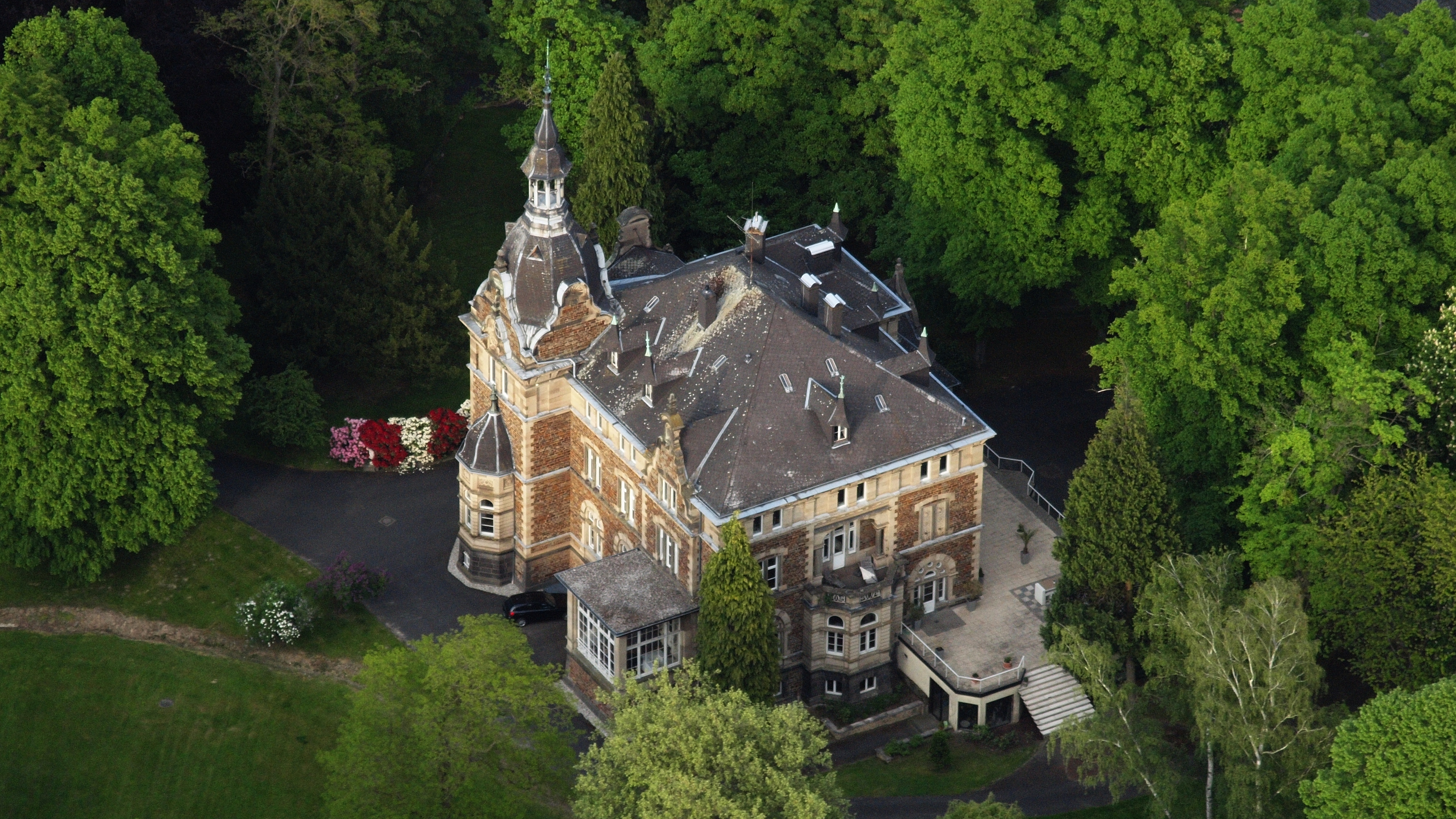
Schloss Vettelhoven, Luftaufnahme (2015)

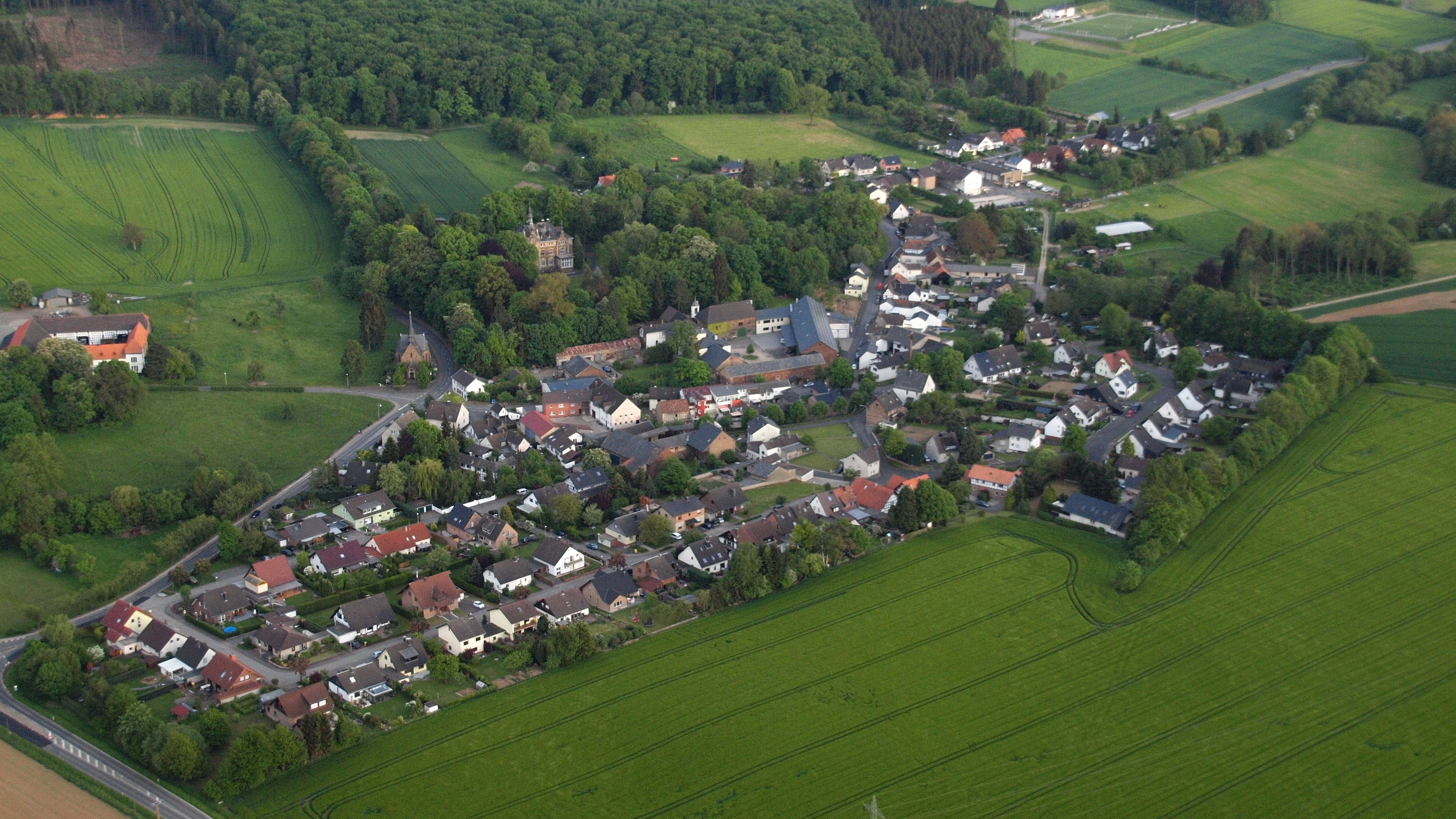
Vettelhoven, Luftaufnahme (2015)

Mit dem Einzug französischer Truppen nach der Französischen Revolution 1794 ging eine völlig neue Verwaltungsgliederung einher. Sämtliche der bisher bestehenden Herrschaften wurden aufgelöst und durch eine neue Einteilung in Mairien ersetzt, deren Grundzüge noch bis heute Bestand haben. Nach der Völkerschlacht bei Leipzig und dem anschließenden Wiener Kongress kam es erneut zur Änderung der territorialen Verhältnisse. Die Mairien wurden in Bürgermeistereien umbenannt und die unter französischer Herrschaft entstandenen Bürgermeistereien Heimersheim und Ringen wurden 1818 aufgelöst und Teile der Bürgermeisterei Gelsdorf zugeschlagen, die außerdem noch um die Gemeinde Kalenborn erweitert wurde. Nach 1818 war die Einwohnerzahl der Bürgermeisterei Gelsdorf zunächst von 3700 Einwohnern markant auf 4907 im Jahre 1846 angewachsen, stagnierte aber anschließend über mehrere Jahre. Mit dem Umzug des damaligen Bürgermeisters von Gelsdorf nach Ringen wechselte auch der Verwaltungssitz der Bürgermeisterei nach Ringen. Dort wurde am 19. März 1884 ein neues Verwaltungsgebäude eröffnet. Die Namensänderung von Gelsdorf in Ringen in trat erst am 2. März 1936 in Kraft. Ein Wappen erhielt das umbenannte Amt ein Jahr später.
Ende der 1960er Jahre wurde eine landesweite Kommunalreform durchgeführt, die zahlreiche Gemeindeneugliederungen und die Bildung von Verbandsgemeinden zur Folge hatte. Das Amt Ringen wurde 1968 zunächst in die Verbandsgemeinde Ringen überführt. Nach dem Gesetz zur Kommunalreform war für Verbandsgemeinden eine Mindestgröße von 7500 Einwohnern erforderlich, die Verbandsgemeinde Ringen erreichte aber am 31. Dezember 1969 nur 6742 Einwohner. Daher plante die Landesregierung eine Eingliederung des Verbandsgebietes in die Stadt Bad Neuenahr-Ahrweiler zum 1. Januar 1971, mit Ausnahme der Gemeinde Kalenborn. Dieser Plan wurde von den Gemeinden der Verbandsgemeinde Ringen überwiegend begrüßt, vom Bad Neuenahr-Ahrweiler Stadtrat abgelehnt, unter anderem mit dem Argument der unterschiedlichen Strukturen von Bad Neuenahr-Ahrweiler und dem Gebiet der Verbandsgemeinde. Nach jahrelanger Diskussion und der Befürchtung einer Aufteilung des historischen Grafschaftsgebiets beschloss der rheinland-pfälzische Landtag schließlich 1973 ein Gesetz, das die Bildung einer verbandsfreien Gemeinde aus den ehemaligen Gemeinden der Verbandsgemeinde Ringen vorsah, mit Ausnahme von Kalenborn, das der Verbandsgemeinde Altenahr zugeschlagen werden sollte. Mit dem Inkrafttreten des Gesetzes entstand am 16. März 1974 die neue Gemeinde Grafschaft, die zum damaligen Zeitpunkt 6075 Einwohner umfasste.

### Bevölkerungsentwicklung
Seit Bildung der Gemeinde im Jahre 1974 hat die Einwohnerzahl von etwa 6.000 auf heute rund 11.000 zugenommen. Dazu hat vor allem die günstige Lage zwischen den Arbeitsplatzschwerpunkten Bonn im Norden und Bad Neuenahr-Ahrweiler im Süden beigetragen. Die Bevölkerungsentwicklung bewegt sich damit im Rahmen der allgemeinen Entwicklung der engeren Region Bonn.
Die Entwicklung der Einwohnerzahl von Grafschaft bezogen auf das heutige Gemeindegebiet; die Werte von 1871 bis 1987 beruhen auf Volkszählungen:
| Grafschaft: Einwohnerzahlen von 1815 bis 2024 | Grafschaft: Einwohnerzahlen von 1815 bis 2024 | Grafschaft: Einwohnerzahlen von 1815 bis 2024 | Grafschaft: Einwohnerzahlen von 1815 bis 2024 | Grafschaft: Einwohnerzahlen von 1815 bis 2024 |
| --------------------------------------------- | --------------------------------------------- | --------------------------------------------- | --------------------------------------------- | --------------------------------------------- |
| Jahr                                          |                                               |                                               |                                               | Einwohner                                     |
| 1815                                          | 1815                                          |                                               | 3.502                                         | 3.502                                         |
| 1835                                          | 1835                                          |                                               | 4.582                                         | 4.582                                         |
| 1871                                          | 1871                                          |                                               | 4.525                                         | 4.525                                         |
| 1905                                          | 1905                                          |                                               | 4.388                                         | 4.388                                         |
| 1939                                          | 1939                                          |                                               | 4.448                                         | 4.448                                         |
| 1950                                          | 1950                                          |                                               | 5.193                                         | 5.193                                         |
| 1961                                          | 1961                                          |                                               | 5.422                                         | 5.422                                         |
| 1970                                          | 1970                                          |                                               | 5.916                                         | 5.916                                         |
| 1987                                          | 1987                                          |                                               | 7.406                                         | 7.406                                         |
| 1997                                          | 1997                                          |                                               | 10.641                                        | 10.641                                        |
| 2005                                          | 2005                                          |                                               | 11.169                                        | 11.169                                        |
| 2011                                          | 2011                                          |                                               | 10.761                                        | 10.761                                        |
| 2017                                          | 2017                                          |                                               | 10.914                                        | 10.914                                        |
| 2024                                          | 2024                                          |                                               | 10.817                                        | 10.817                                        |
|                                               |                                               |                                               |                                               |                                               |

## Politik

### Gemeinderat
Der Gemeinderat in Grafschaft besteht aus 28 ehrenamtlichen Ratsmitgliedern, die bei der Kommunalwahl am 9. Juni 2024 in einer personalisierten Verhältniswahl gewählt wurden, und dem hauptamtlichen Bürgermeister als Vorsitzendem.
Die Sitzverteilung im Gemeinderat:
| Wahl | SPD | CDU | GRÜNE | FDP | FWG a | WKA b | WGK c | Gesamt   |
| ---- | --- | --- | ----- | --- | ----- | ----- | ----- | -------- |
| 2024 | 4   | 12  | 3     | 2   | 7     | 0     | –     | 28 Sitze |
| 2019 | 5   | 12  | 4     | 2   | 5     | –     | –     | 28 Sitze |
| 2014 | 7   | 13  | 2     | 1   | 4     | –     | 1     | 28 Sitze |
| 2009 | 5   | 13  | 2     | 4   | 4     | –     | –     | 28 Sitze |
| 2004 | 6   | 14  | 1     | 2   | 5     | –     | –     | 28 Sitze |

Jeder der elf Ortsbezirke verfügt über einen Ortsvorsteher und einen eigenen Ortsbeirat.
Aufgrund der Besonderheiten des rheinland-pfälzischen Wahlsystems bei den Kommunalwahlen (personalisierte Verhältniswahl) sind die in der Grafik dargestellten prozentualen Stimmanteile als „gewichtete Ergebnisse“ ausgewiesen, die das Wahlverhalten nur rechnerisch wiedergeben können.

### Bürgermeister
Achim Juchem (CDU) wurde am 1. Februar 2005 Bürgermeister von Grafschaft, nachdem er sich bei der Direktwahl am 13. Juni 2004 mit 51,6 % gegen zwei Mitbewerber durchgesetzt hatte. Bei den Wahlen am 6. Mai 2012 wurde er mit einem Stimmenanteil von 91,6 % und am 27. September 2020 mit 81,9 % jeweils ohne Gegenkandidat in seinem Amt bestätigt, 2021 trat er seine dritte achtjährige Amtszeit an.

### Wappen
| Wappen der Gemeinde Grafschaft | Blasonierung: „Das Wappen zeigt im geteilten Schild oben in Gold einen wachsenden schwarzen rot bewehrten Löwen, unten in Schwarz drei goldene Ringe.“ |
| Wappen der Gemeinde Grafschaft | Wappenbegründung: Das Schildhaupt ist dem Wappen der Herzöge von Jülich entlehnt, die in Gold einen schwarzen, rot bewehrten Löwen führten. Die Herzöge von Jülich waren im Heiligen Römischen Reich die Landesherren des Großteils der heutigen Gemeinde Grafschaft. Der Schildfuß steht für den Namen des Amtes (später Verbandsgemeinde) Ringen. Das Wappen ist seit dem 28. Juli 1937 rechtsgültig, als es durch den Oberpräsidenten der Rheinprovinz dem Amt Ringen verliehen wurde. |

### Gemeindepartnerschaften
Grafschaft unterhält seit 1980 eine Gemeindepartnerschaft mit dem französischen Fauville-en-Caux in der Normandie.

## Wirtschaft und Infrastruktur

### Wirtschaft
Grafschaft ist heute eine durch die Landwirtschaft und die Lage als Wohnstandort zwischen den Arbeitsplatzschwerpunkten im Norden (Bonn) und Süden (Bad Neuenahr-Ahrweiler) geprägte Gemeinde. Aufgrund der geographischen und verkehrstechnisch günstigen Lage haben sich einige industrielle Betriebe auf dem Gemeindegebiet niedergelassen. Der Gewerbepark Grafschaft-Gelsdorf nahe den Autobahnen A 61 und A 565 umfasst heute eine Fläche von 45 ha, auf denen 1700 Arbeitsplätze entstanden sind. Nahe der Ortschaft Ringen wurde aus Mitteln des Berlin/Bonn-Gesetzes der Innovationspark Rheinland geschaffen. Nachdem sich diese Gewerbefläche zunächst nur sehr langsam entwickelt hatte, sind durch Veränderungen in der Vermarktungsstrategie vermehrt Ansiedlungserfolge erzielt worden.
Seit Mai 2018 hat der Süßwarenhersteller Haribo  seinen Firmensitz im Grafschafter Ortsteil Ringen.
Im Ortsbezirk Gelsdorf befand sich von 2000 bis zu seiner Auflösung 2007 der Sitz des Zentrums für Nachrichtenwesen der Bundeswehr (ZNBw), das dort in einem modernen, rund 100 Millionen Euro teuren Neubau untergebracht war. Seit 2008 ist Gelsdorf Standort des Kommandos Strategische Aufklärung. Die Kaserne erhielt am 7. Oktober 2009 den Namen Philipp-Freiherr-von-Boeselager-Kaserne.

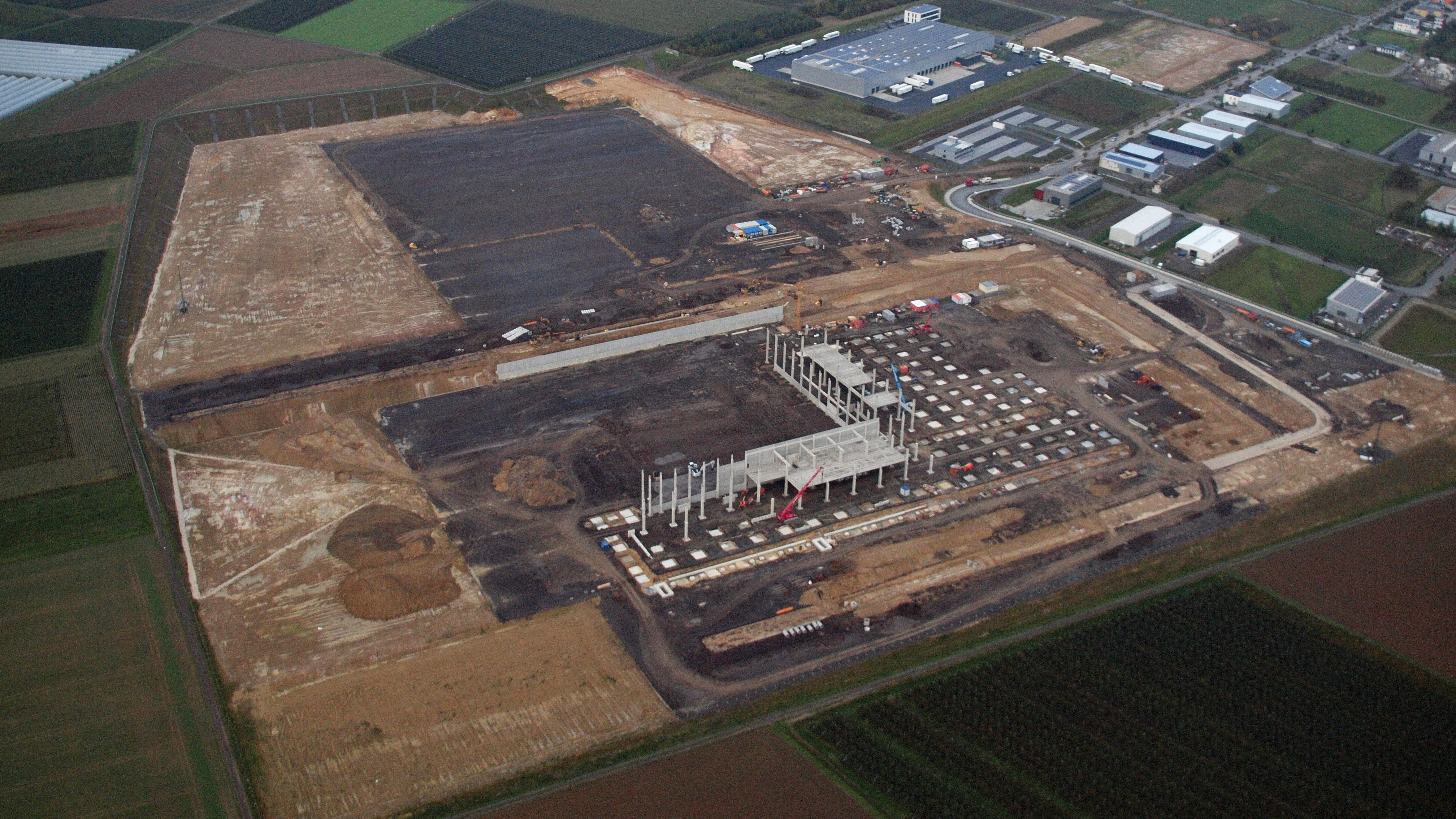
Grafschaft, Gewerbegebiet Nähe Ringen, Luftaufnahme (2015)

Die überregional bekannte Grafschafter Krautfabrik befindet sich trotz ihres Namens nicht in der Gemeinde Grafschaft, sondern im benachbarten Meckenheim.
Die Grafschaft ist ein Zentrum des Obstbaus. In den 50er und 60er Jahren entwickelte sich ein moderner Apfelanbau, gefördert durch die Nähe zum damaligen Großmarkt Bonn und Einflüsse aus dem Meckenheimer Obst- und Baumschulgebiet. Der Apfelanbau wurde bis Mitte der 90er Jahre kontinuierlich ausgebaut. Heute ist neben Äpfeln der Beerenobstanbau das wichtigste obstbauliche Standbein.
Neben dem intensiven Anbau unter Kulturschutz sind im Gemeindegebiet noch große Streuobstbestände erhalten geblieben.

### Verkehrsanbindung

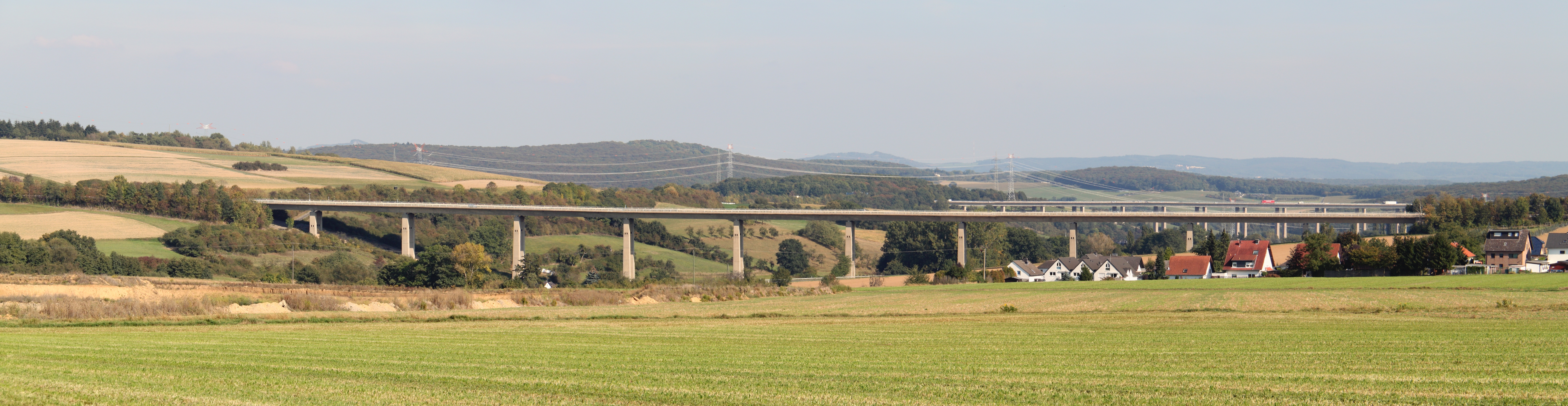
Talbrücke Karweiler (A 573) und im Hintergrund die Talbrücke Bengen (A 61)

Das Gemeindegebiet wird in Nordwest-Südost-Richtung von der Bundesautobahn 61 Köln–Ludwigshafen am Rhein durchquert. Die Bundesautobahn 573 zweigt davon im Osten der Gemeinde bei der Ortschaft Beller von der A 61 ab und stellt den Zubringer zum südlich gelegenen Bad Neuenahr-Ahrweiler dar. Des Weiteren geht die Bundesautobahn 565 Bonn–Meckenheim–Altenahr in der Nähe des Meckenheimer Kreuzes (Kreuzung A 61/A 565) hinter der Abfahrt Gelsdorf in die Bundesstraße 257 über.
Die nächstgelegenen Bahnhöfe sind in Bad Neuenahr-Ahrweiler (Ahrtalbahn), Meckenheim (Bz Köln) (Voreifelbahn) und Remagen (Linke Rheinstrecke). Die einzelnen Ortsteile von Grafschaft werden im Verkehrsverbund Rhein-Mosel (VRM) relativ weitmaschig durch Buslinien untereinander und mit Bad Neuenahr, Ahrweiler, Meckenheim, Rheinbach und Remagen verbunden, hauptsächlich im Rahmen des Schülerverkehrs. In nachfrageschwachen Zeiten und an Wochenenden verkehren teilweise Taxibusse. Auf einigen Linien findet dann gar kein Verkehr statt. Grafschaft ist, wie der Kreis Ahrweiler, in das Tarifgebiet des Verkehrsverbundes Rhein-Sieg (VRS) eingebunden.

## Persönlichkeiten der Gemeinde
- Mathias Joseph Prior (1870–1946), katholischer Theologe, Erbauer des Saardomes in Dillingen/Saar